# 노엘 바야다레스
노엘 에두아르도 바야다레스 보니야(Noel Eduardo Valladares Bonilla, 1977년 5월 3일 ~ )는 온두라스의 전 축구 선수이다. 과거 포지션은 골키퍼이다.

## 수상
개인
- 2010년 FIFA 월드컵 맨 오브 더 매치 : vs. 스위스 (조별리그)

## 같이 보기
- A매치 100경기 이상 출전한 축구 선수 명단